# 見附島 (石川縣)

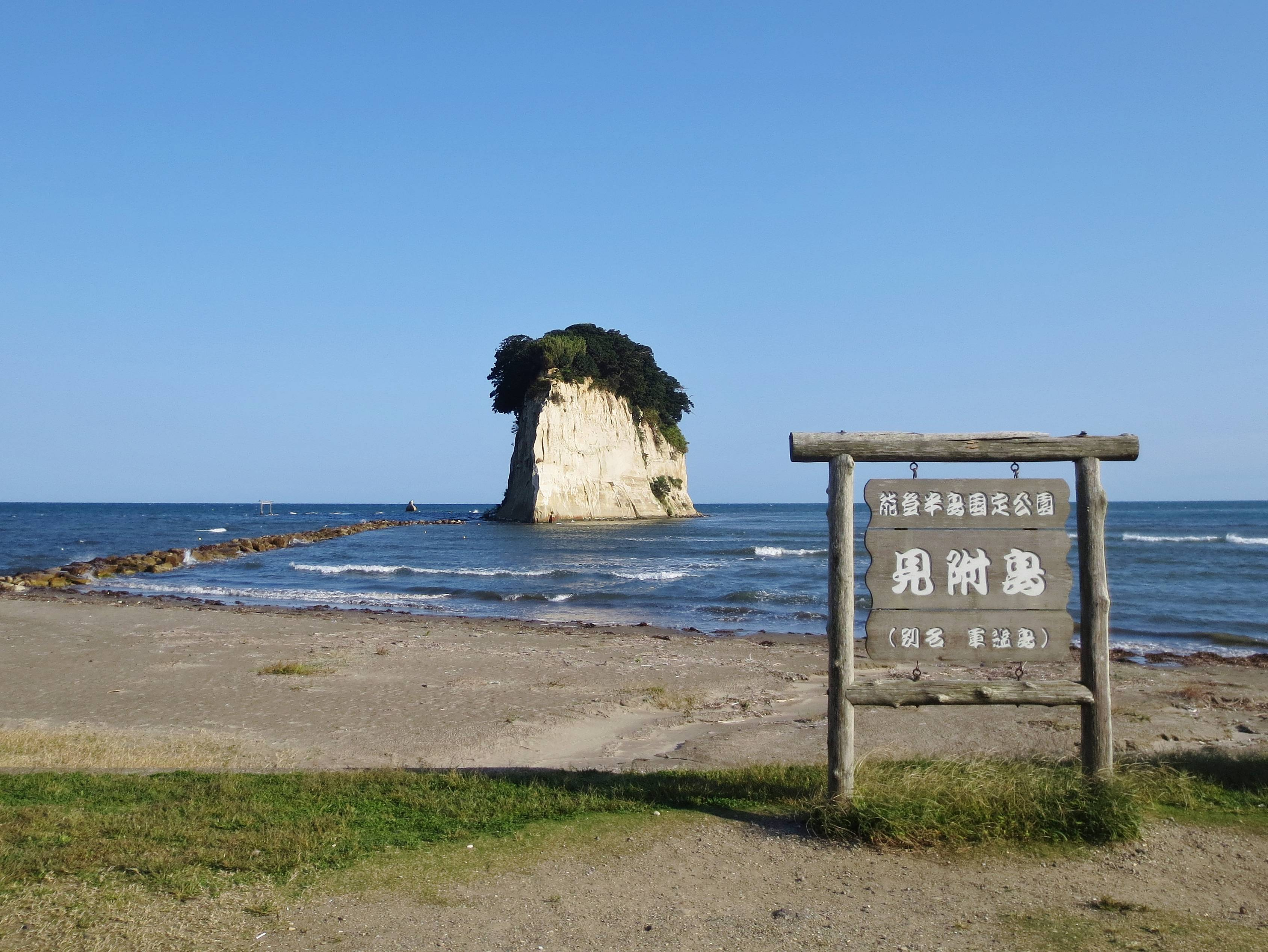
見附島

見附島（日语：／ Mitsukejima */?）是位于石川縣珠洲市的一個無人島。因其樣子獨特，別名軍艦島。
島長約150m、寬約50m、標高約30m。全島都是珠洲市的特産物七輪原材料珪藻土構成。是珠洲的象徵之一。也是能登半島國定公園的名勝。從正面看這座島，形狀酷似人臉，吸引不少游客。
由于常年的風化，加上颱風、地震的破壞，島的形狀在逐漸發生變化。因颱風海貝思，见附岛旁边的一个名为“小岛”的岛屿消失。

## 地震
- 在2022年6月，因為石川地震，導致見附島部份地區崩塌。
- 在2023年5月，因為奥能登地震，導致見附島部份地區崩塌。
- 在2024年1月，因為能登半島地震，導致見附島崩塌。